# Vermont Railway

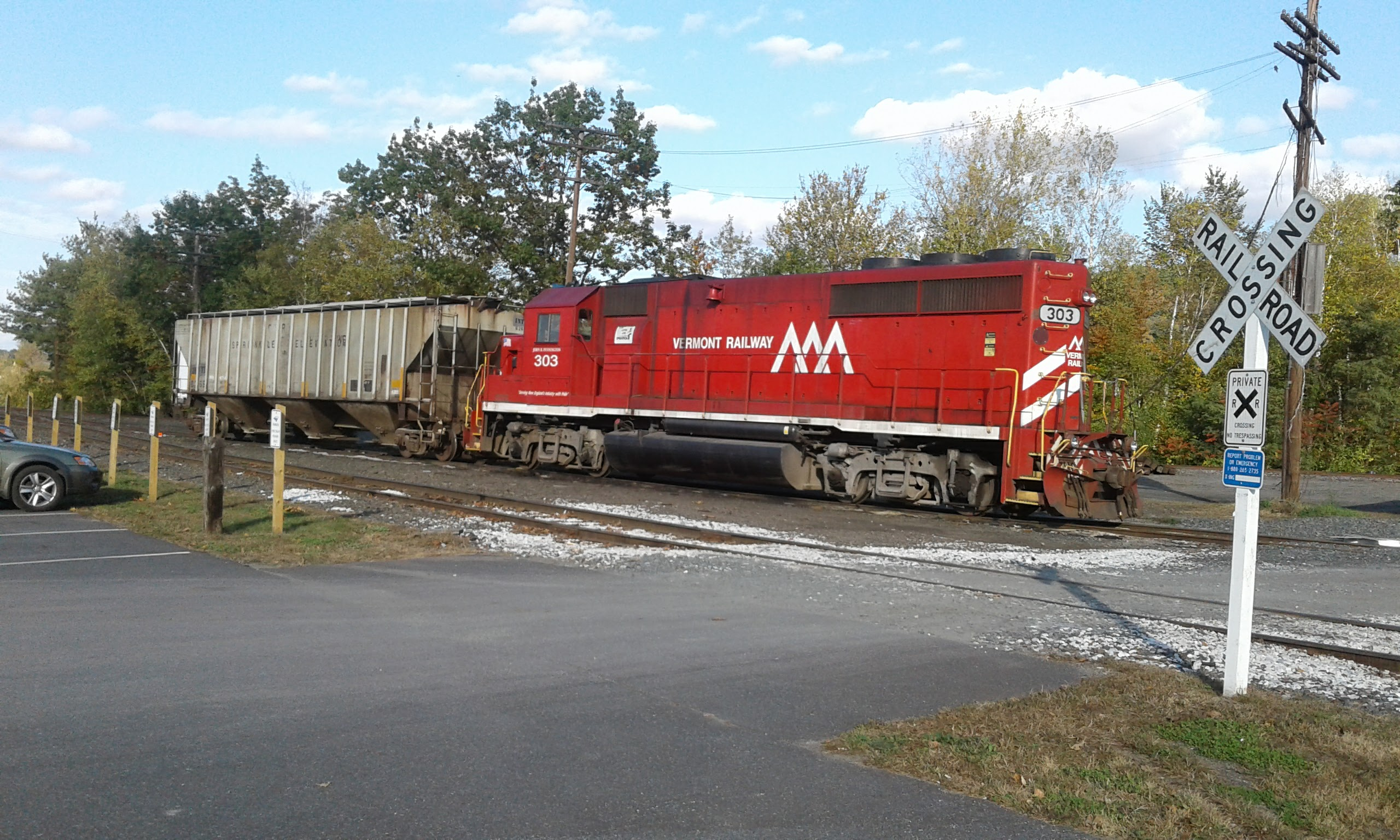
Vermont Railway, Lokomotive und Güterwagen (2017)

Die Vermont Railway (VTR) ist eine lokale Eisenbahngesellschaft in Vermont und New York (Vereinigte Staaten). Sie betreibt eine 212 Kilometer lange Eisenbahnstrecke entlang der Westgrenze Vermonts. Der Sitz der Gesellschaft befindet sich in Burlington.
Die Bahn gehört zum Netzwerk des Vermont Rail System (VRS), das neben der VTR auch die Green Mountain Railroad, die Washington County Railroad, die Clarendon and Pittsford Railroad sowie die New York and Ogdensburg Railway in New York umfasst. Die Vermont Railway wurde am 25. Oktober 1963 gegründet und begann am 6. Januar 1964 den Betrieb auf der früheren Strecke der Rutland Railway von Burlington nach Bennington mit einem Abzweig nach Hoosick Junction in New York. Nach der Stilllegung der Rutland hatte der Bundesstaat Vermont die Strecke gekauft und verpachtet sie seitdem an die Vermont Railway.
1972 erwarb die VTR die Clarendon&Pittsford. 1997 wurde mit dem Kauf der Green Mountain Railroad das Vermont Rail System gegründet, dem 2000 auch die Washington County Railroad und 2002 die New York&Ogdensburg hinzugefügt werden konnten. Alle beteiligten Bahngesellschaften werden nach wie vor als Tochtergesellschaften der VTR eigenständig verwaltet.
2007 standen der VTR acht Diesellokomotiven von EMD zur Verfügung, nämlich zwei GP38-2, eine GP38, eine GP40, eine GP40-2, zwei GP40-2LW sowie eine GP18.

## Weblink
- Internetauftritt des Unternehmens (englisch)